# Lamspringe
Lamspringe är en kommun och ort i Landkreis Hildesheim i förbundslandet Niedersachsen i Tyskland. Kommunen bildades 1 november 2016 genom en sammanslagning av de tidigare kommunerna Harbarnsen, Lamspringe, Neuhof, Sehlem och Woltershausen i den nya kommunen Lamspringe.